# Шестаково (Черкасская область)
Шестаково (укр. Шостакове) — село в Катеринопольском районе Черкасской области Украины.
Население по переписи 2001 года составляло 497 человек. Почтовый индекс — 20504. Телефонный код — 4742.

## Местный совет
20504, Черкасская обл., Катеринопольский р-н, c. Шестаково